# Литл-Корнуоллис
Литл-Корнуоллис (англ. Little Cornwallis Island) — остров Канадского Арктического архипелага. В настоящее время остров необитаем (2012).

## География

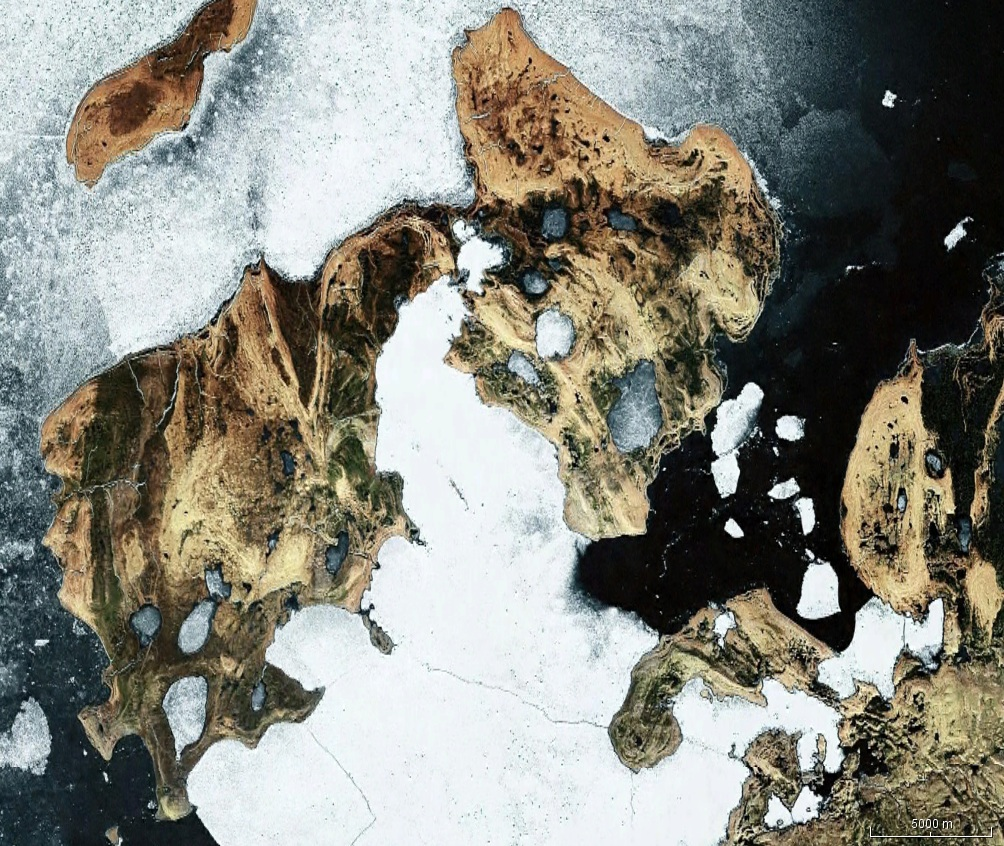
Остров Литл-Корнуоллиc. Космический снимок NASA

Площадь острова составляет 412 км². Длина береговой линии 158 км.
Остров расположен в узкой части пролива Куин, который разделяет два больших острова — Корнуоллис и Батерст. Остров Корнуоллис расположен в 5,4 км к востоку (через пролив Пуллен), а полуостров Маршалл острова Корнуоллис лежит всего лишь в 3,5 км от юго-восточной оконечности острова Литл-Корнуоллис. В 8,5 км к западу (через пролив Крозьер (Crozier Strait)) — узкий полуостров Грегори острова Батерст.
Остров Литл-Корнуоллис имеет неправильную форму, бухта Темпльтон глубоко врезается в сушу и делит остров на две почти равных части, лишь узкий перешеек шириной менее 500 метров соединяет восточную и западную часть. Немного меньшая восточная часть имеет размеры 22 на 15 километров, западная часть — 27 на 15,5 километра.